# Abu-Làhab
Abu-Utba Abd-al-Uzza ibn Abd-al-Múttalib (àrab: أبو عتبة عبد العزى بن عبد المطلب, Abū ʿUtba ʿAbd al-ʿUzzà b. ʿAbd al-Muṭṭalib), més conegut com a Abu-Làhab (àrab: أبو لهب, Abū Lahab) (mort el 624) fou fill d'Abd-al-Múttalib ibn Hàixim i de Lubna bint Hàjir, i germanastre del pare del profeta Mahoma. Va esdevenir cap del clan i va prometre el seu suport a Mahoma però després li va retirar a petició d'Abu-Jahl i d'Uqba ibn Abi-Muayt, que el van convèncer que Mahoma havia parlat malament d'uns ancestres com Abd-al-Múttalib, el pare d'Abu-Làhab. Mahoma va voler llavors marxar a Taïf, però el projecte no es va realitzar i Mahoma va haver d'obtenir el jiwar del cap d'un altre clan per poder tornar a la Meca. Va morir poc després de la batalla de Badr en la qual no hi va participar (va enviar en lloc seu un home que li devia diners).
Els seus fills Utba i Muàttib es van fer musulmans el 630. El seu besnet (net d'Utba) al-Fadl ibn al-Abbàs fou un poeta de renom.